# Université fédérale des sciences de la santé de Porto Alegre
L'université fédérale des sciences de la santé de Porto Alegre (en portugais : Universidade Federal de Ciências da Saúde de Porto Alegre ou UFCSPA) est une des universités à dominante médicale les plus célèbres du Brésil. Actuellement, elle propose 8 parcours de formation : Médecine, Nutrition, Orthophonie, Pharmacie, Physiothérapie, Psychologie, Sciences Biomédicales et Soins Infirmiers.
| Formation             | Places | Durée   |
| --------------------- | ------ | ------- |
| Médecine              | 88     | 6 ans   |
| Nutrition             | 40     | 4 ans   |
| Orthophonie           | 40     | 4 ans   |
| Orthophonie           | 40     | 4 ans   |
| Pharmacie             | 40     | 5,5 ans |
| Physiothérapie        | 40     | 5 ans   |
| Psychologie           | 40     | 5 ans   |
| Sciences Biomédicales | 40     | 4 ans   |
| Soins                 | 40     | 4 ans   |

L'université propose également 15 formations de Deuxième cycle universitaire et Troisième cycle universitaire, outre les 40 programmes de résidence en médecine.

## Résidence
Les programmes de résidence, hormis la Psychiatrie, sont liés à l'Irmandade Santa Casa de Misericórdia de Porto Alegre. Les domaines concernés sont les suivants :
| - Anatomo-pathologie - Anesthésiologie - Chirurgie - Chirurgie Pédiatrique - Chirurgie Plastique - Chirurgie Vasculaire - Cœlioscopie - Dermatologie - Endocrinologie - Gastro-entérologie - Gastro-entérologie - Pédiatrie - Gastro-entérologie - Hépatologie - Génétique médicale - Infectiologie - Médecine Interne - Médecine Interne - R3 - Néphrologie - Neurologie - Neurologie - Neurophysiologie - Neurologie - Pédiatrie | - Gynécologie et Obstétrique - Gynécologie et Obstétrique - R3 - Ophtalmologie - Orthopédie et Traumatologie - Oto-rhino-laryngologie - Pédiatrie - Pédiatrie - Gastro-entérologie - Pédiatrie - Nephrologie - Pédiatrie - Néonatologie - Pédiatrie - Neurologie - Pédiatrie - Pneumologie - Pneumologie - Proctologie - Psychiatrie - Psychiatrie - Psychothérapie - Urologie |